# Castell de Palol Sabaldòria
Castell de Palol Sabaldòria és un edifici del municipi de Vilafant (Alt Empordà) declarat bé cultural d'interès nacional.

## Descripció
Restes de l'antic castell, situades al costat de l'església de Palol Sabaldòria. Els seus murs estan en la major part enderrocats. Un d'aquests trams és atalussat. Veiem que els murs es troben a dos nivells. En la construcció de la part alta l'aparell només és visible en el mur de migdia a on les filades són regulars i de carreus ben escairats. Els murs de la part baixa estan formats per carreus esquadrats, rectangulars, de petita mida i altres de còdols escapçats.

## Història
Casal fortificat. Documentat el 1289. El nom de castell de Palatiolo apareix també per primera vegada l'any 1167